# Toundja (rivière)
La Toundja (en bulgare : Тунджа ; en turc : Tunca) est une rivière qui prend sa source dans le centre du Grand Balkan et qui se jette dans le fleuve Maritsa.

## Géographie
La Toundja prend sa source dans le centre du Grand Balkan puis descend dans le nord-est de la Thrace (Bulgarie). Elle se fraye ensuite un chemin entre les massifs de la Strandja à l'est et du Sakar à l'ouest, avant de passer en Turquie et de se jeter dans le Maritsa.

## Galerie

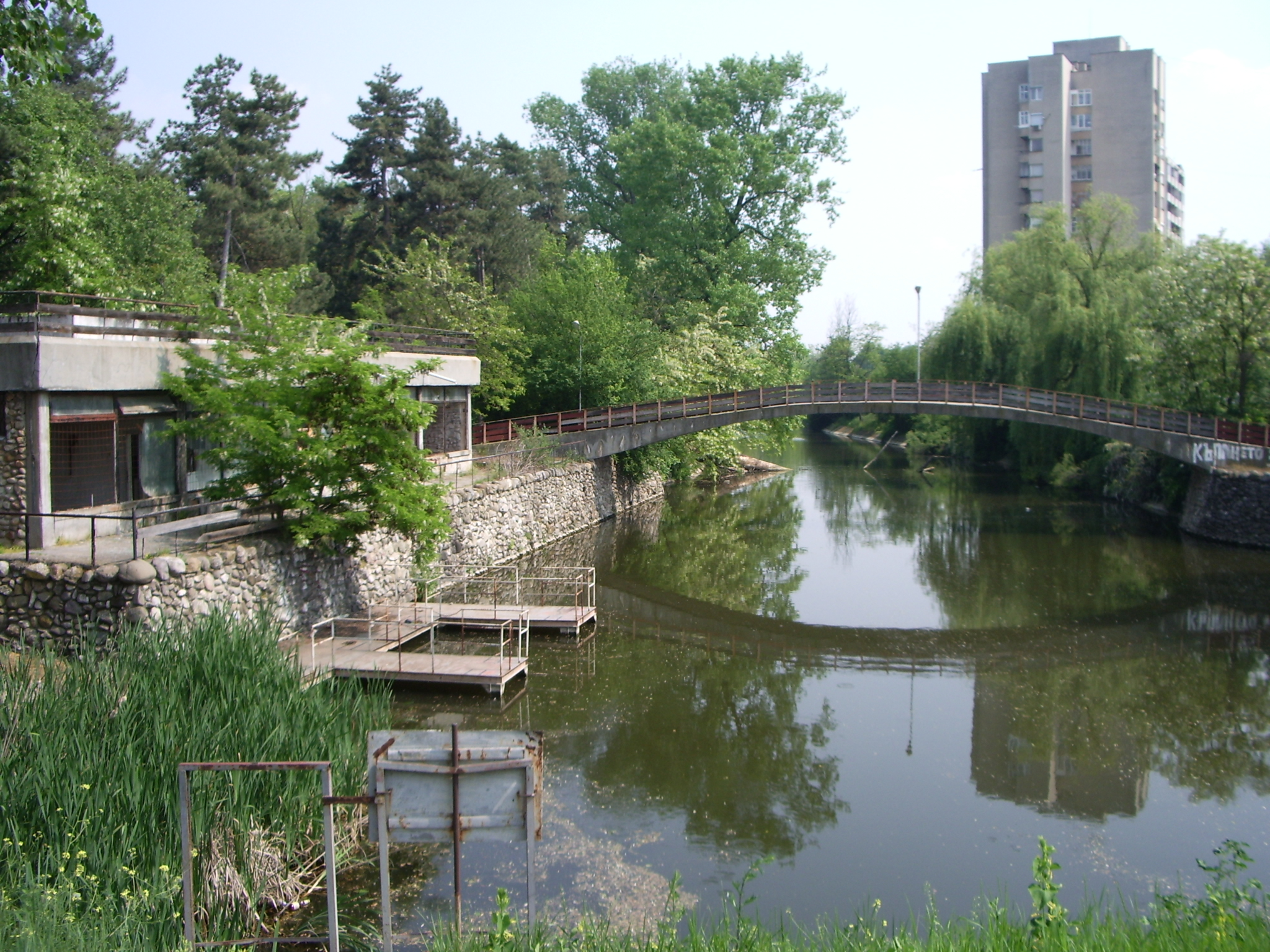
La Toundja à Yambol
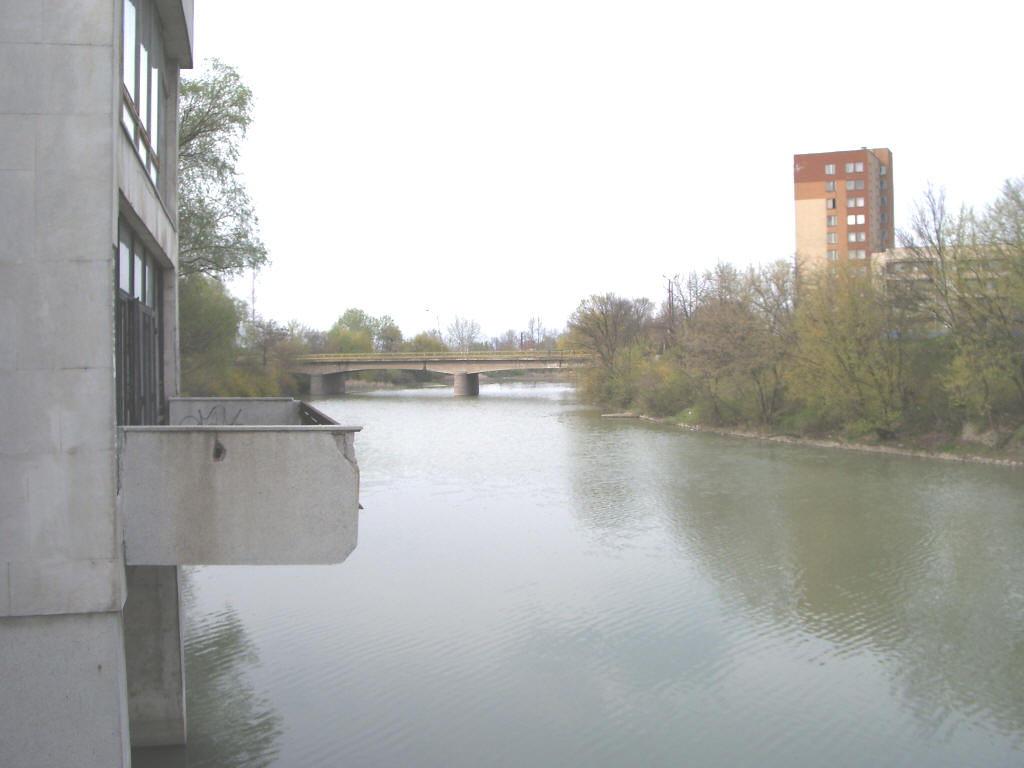
La Toundja à Yambol
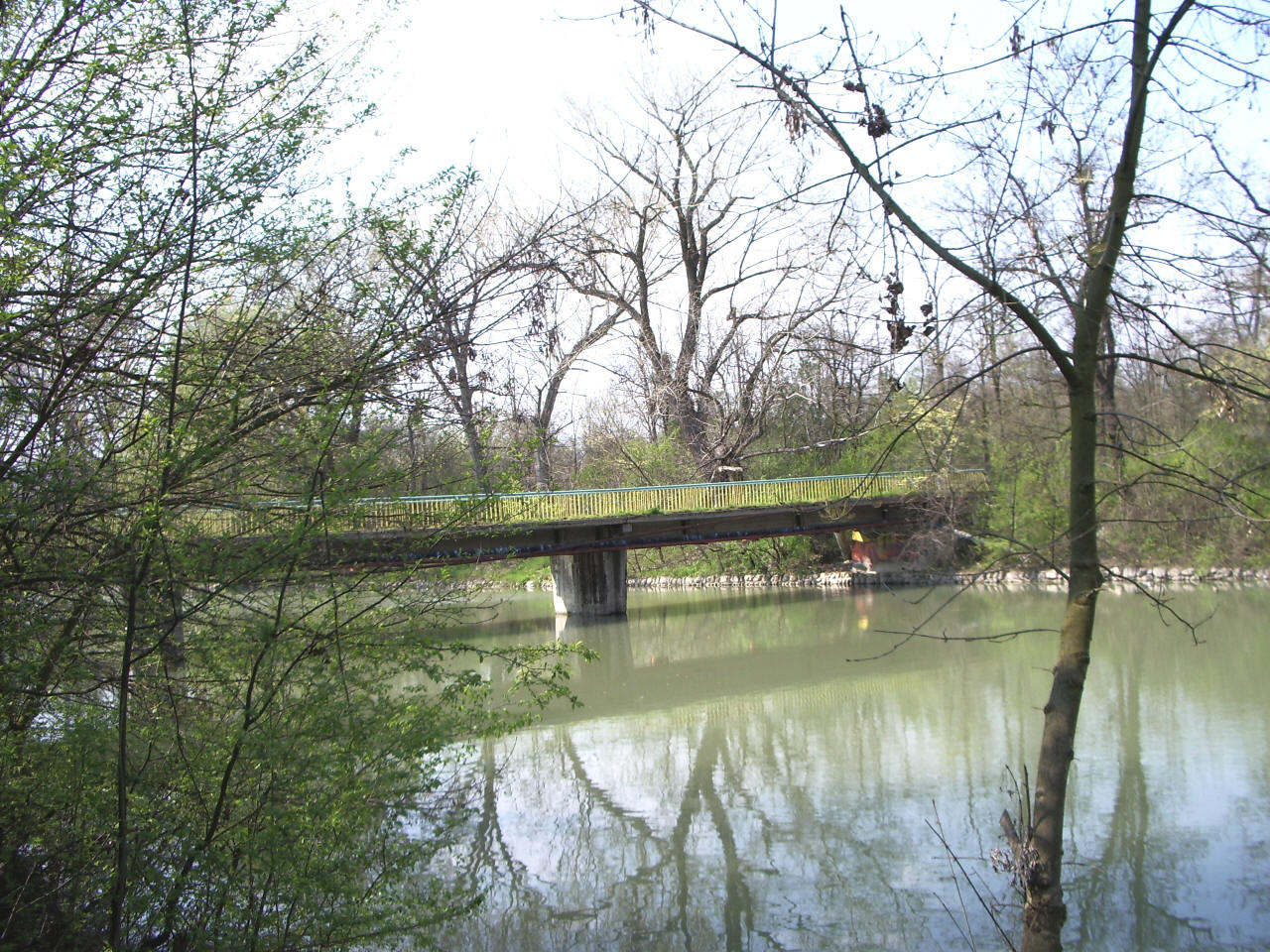
La Toundja dans un parc à Yambol
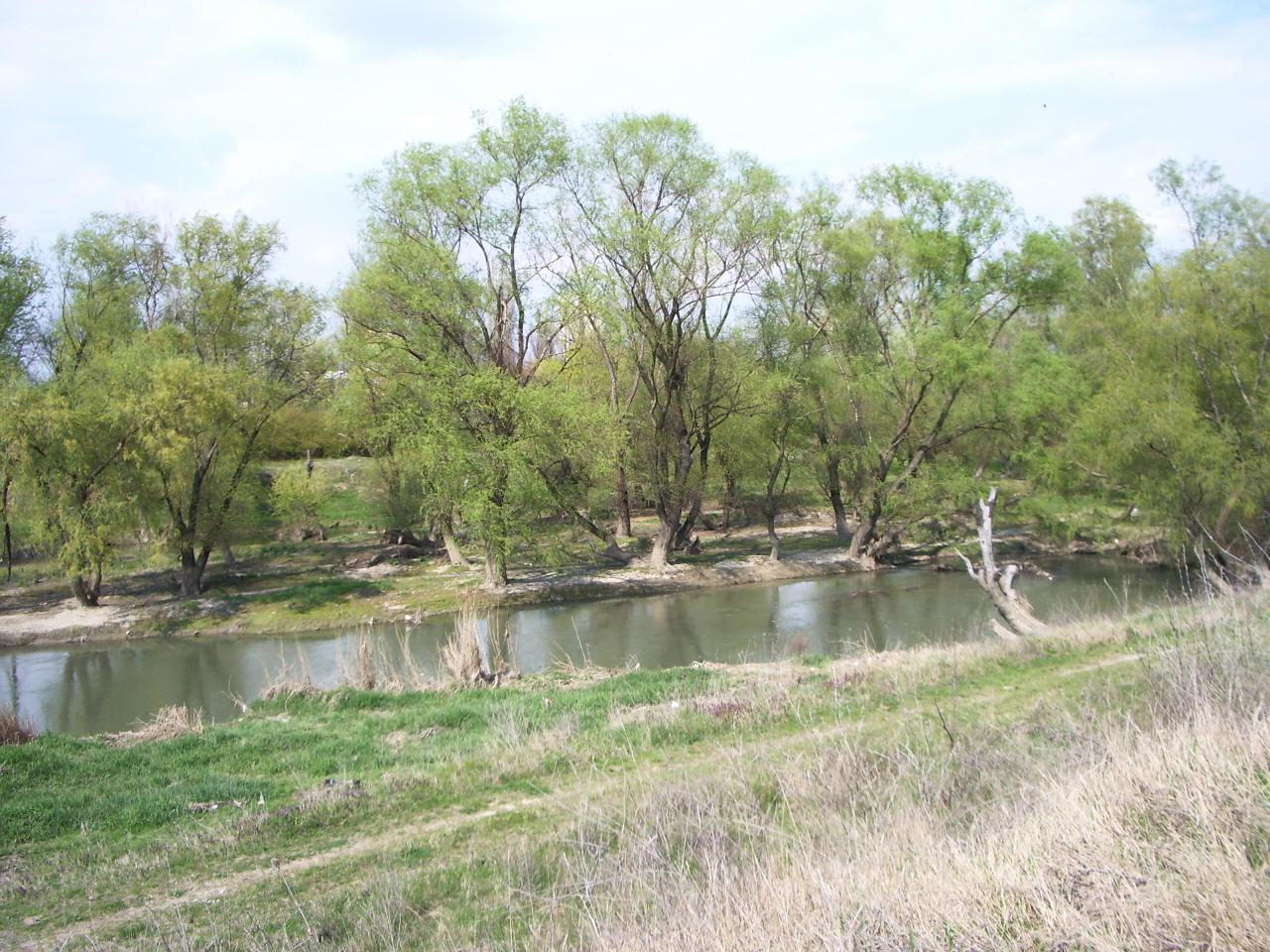
La Toundja dans un parc à Yambol
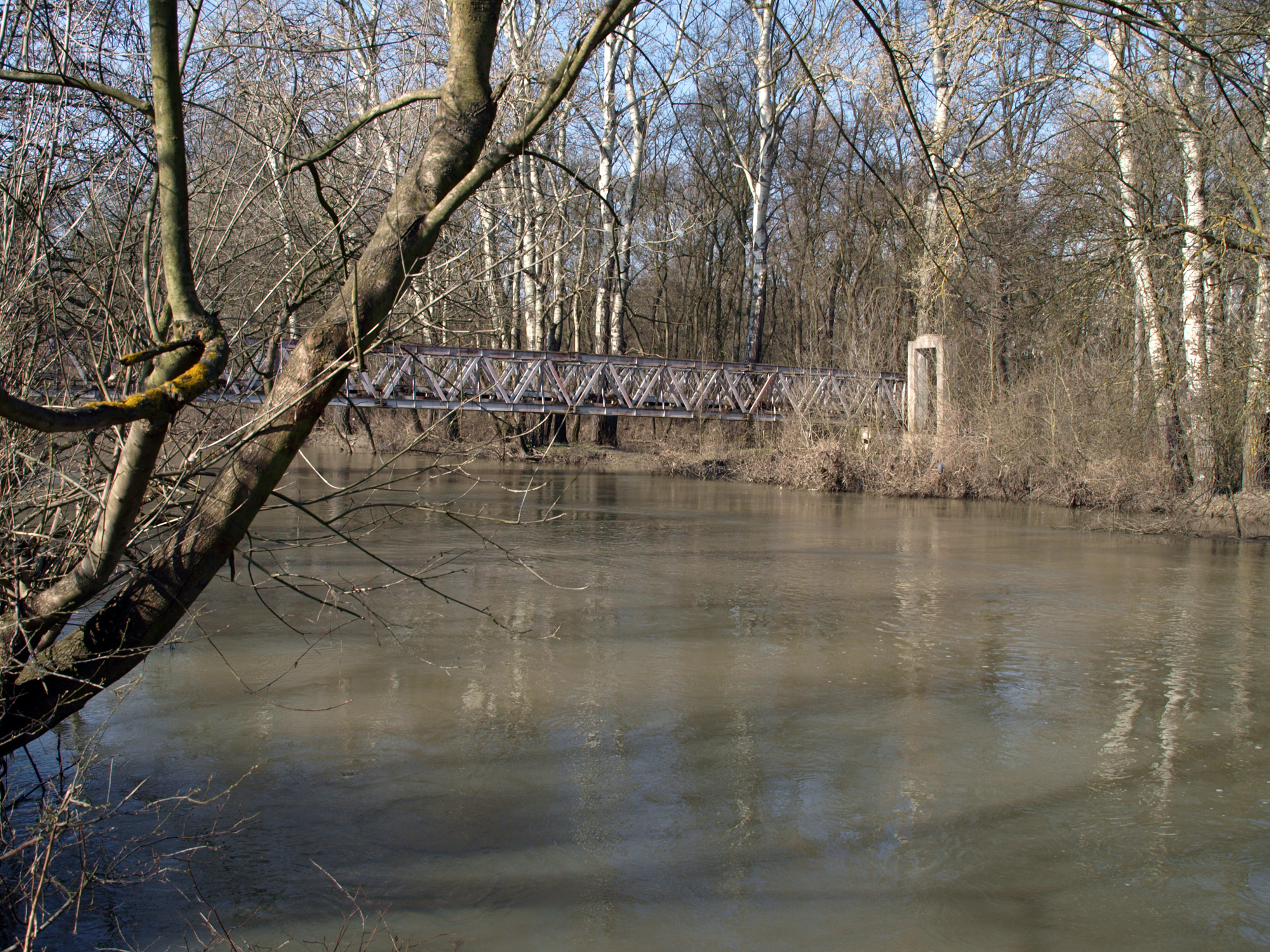
La Toundja à Elkhovo
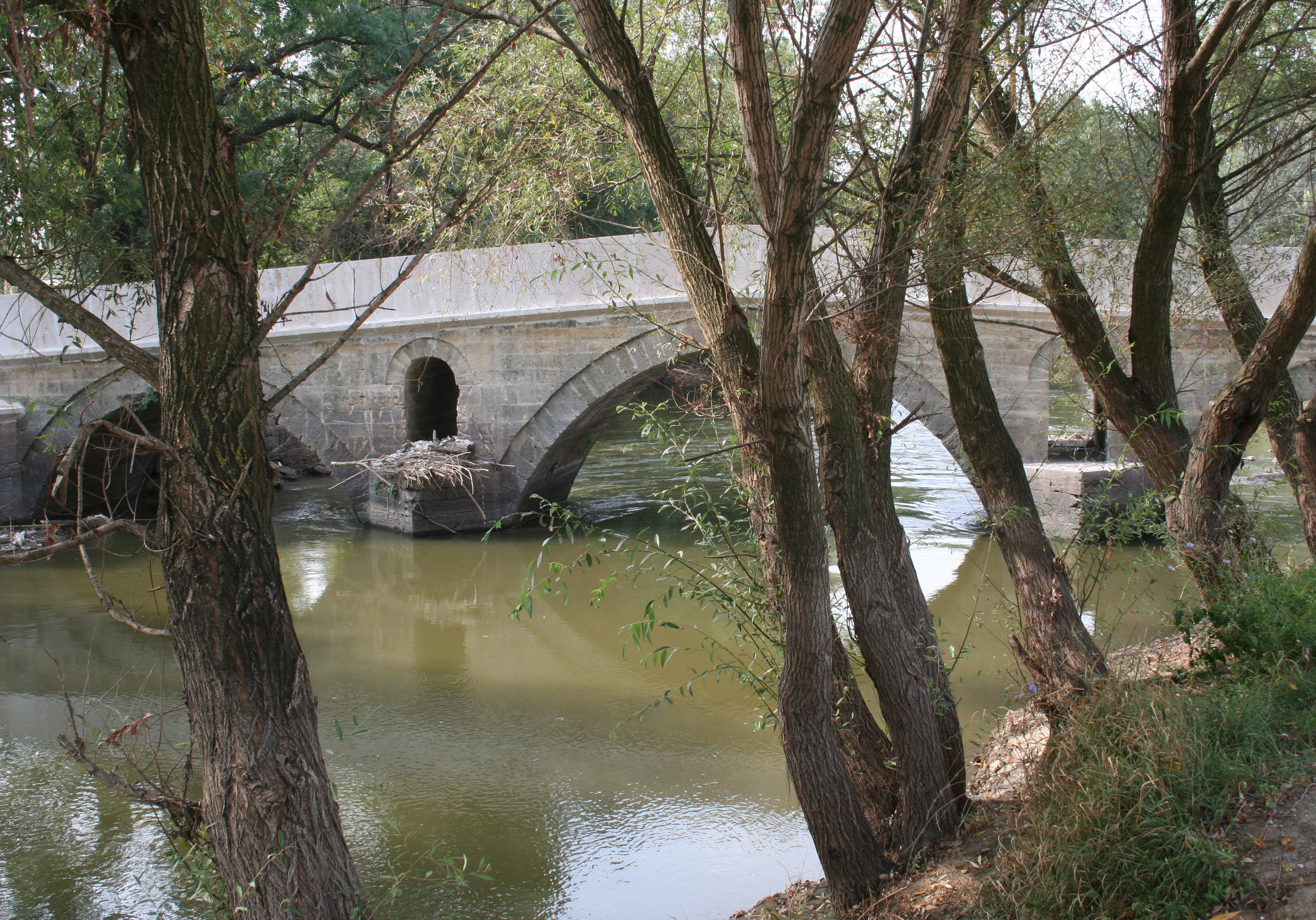
La Toundja à Edirne